# Basilique Notre-Dame-du-Mont-Carmel de La Valette
Cette  basilique n’est pas la seule basilique Notre-Dame-du-Mont-Carmel.
La basilique Notre-Dame-du-Mont-Carmel (en maltais : Bażilika Santwarju tal-Madonna tal-Karmnu) est une église catholique romaine située à La Valette, capitale de l'île de Malte. Elle fait partie du patrimoine mondial de l'UNESCO, ainsi que toute la ville de La Valette, dont elle est une des principales attractions touristiques.

## Première église
La première église est dédiée à l'Annonciation. Elle est construite vers 1570 d'après des plans de Ġlormu Cassar Au XVIIe siècle, elle est cédée aux Carmélites et reçoit ainsi son patronage actuel de Notre-Dame du Mont-Carmel. La façade est redessinée en 1852 par Giuseppe Bonavia. Le 14 mai 1895, le pape Léon XIII élève l'église au rang de basilique mineure. L'église est gravement endommagée durant la Seconde Guerre mondiale et doit être reconstruite.

## Basilique actuelle

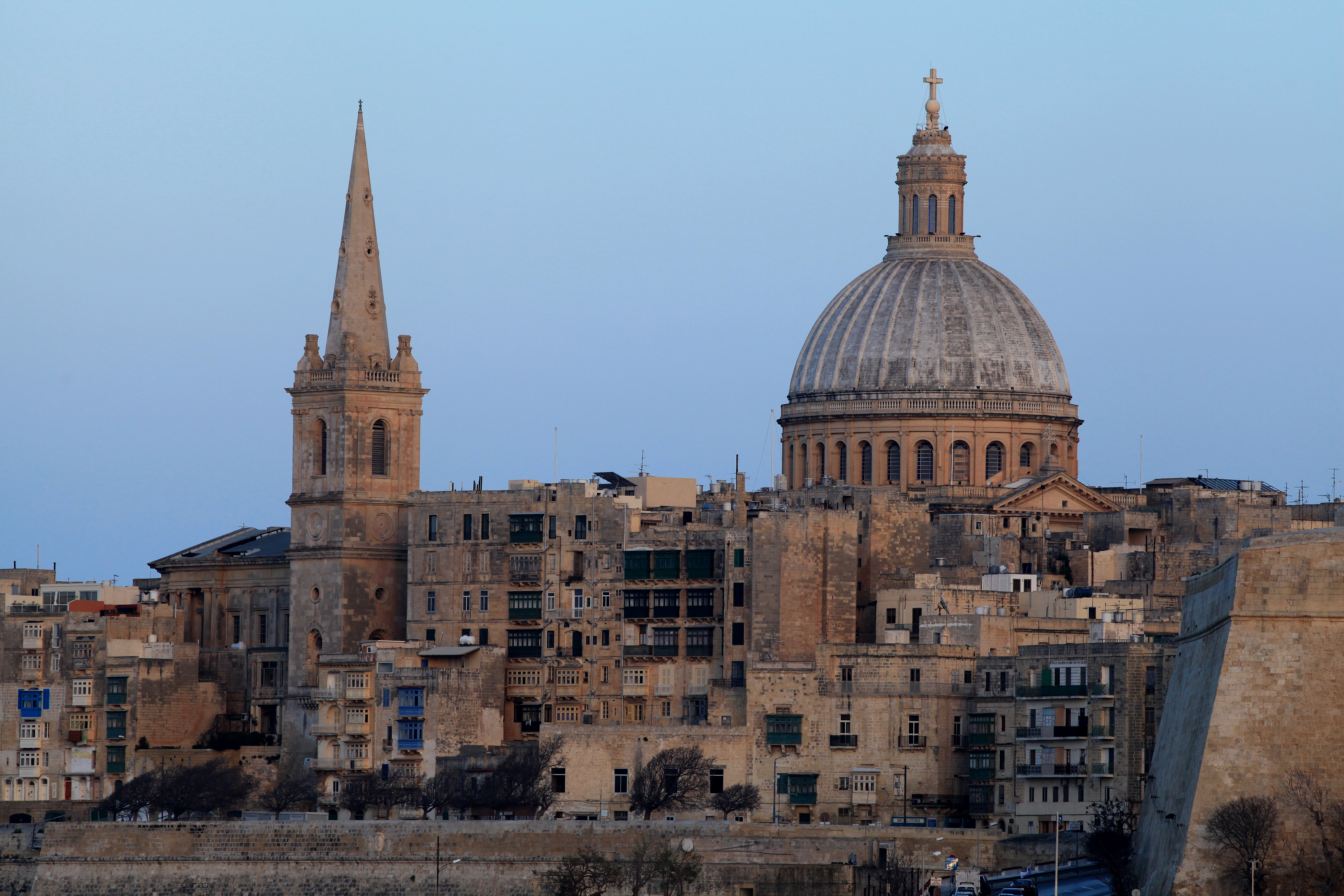
Basilique Notre-Dame-du-Mont-Carmel de La Valetta.

La nouvelle église est bâtie de 1958 à 1981.

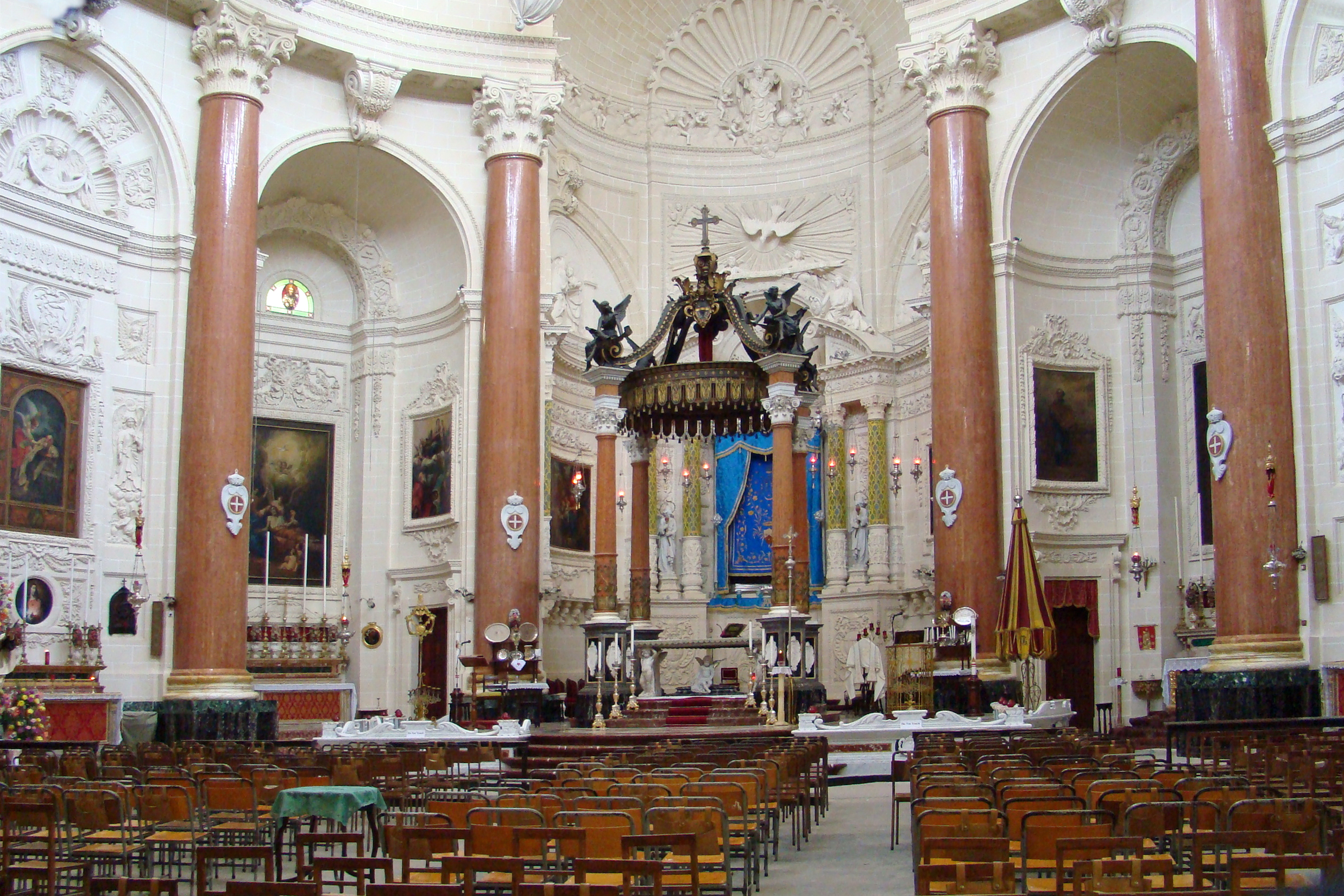
Intérieur de la basilique.

Elle est consacrée en 1981. Son dôme ovale haut de 42 mètres domine à la fois la ville et le havre de Marsamxett Harbour. La coupole est plus haute que le clocher de la pro-cathédrale anglicane Saint-Paul qui se situe juste à proximité. La principale curiosité de l'intérieur est une peinture représentant Notre-Dame du Mont-Carmel datant du XVIIe siècle. L'intérieur et la coupole sont l'œuvre de l'architecte Joseph (Guze) Damato. Les colonnes de marbre rouge sont notables.
L'église est répertoriée sur l'Inventaire national de la propriété culturelle de l'archipel maltais.

## Galerie

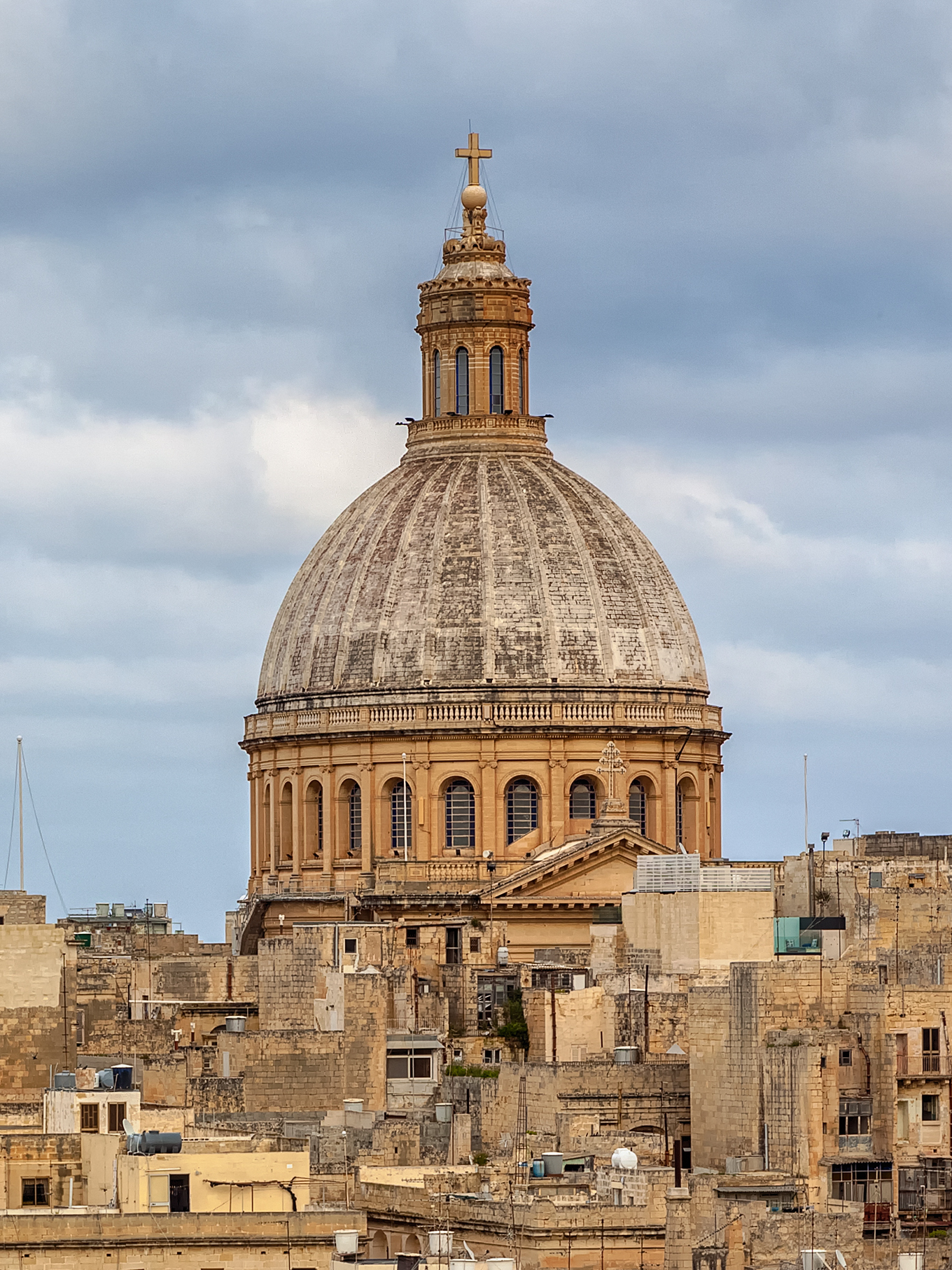
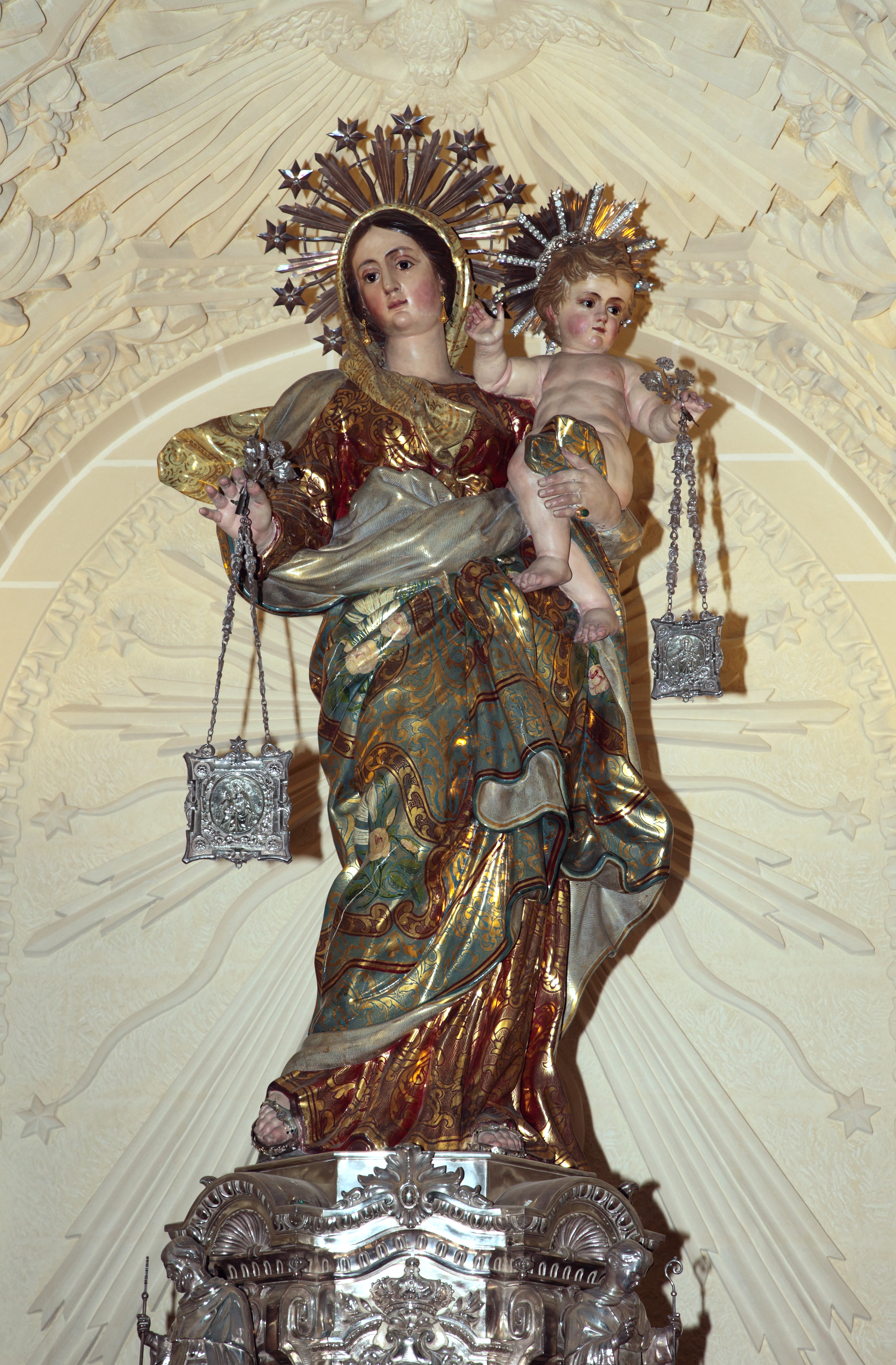
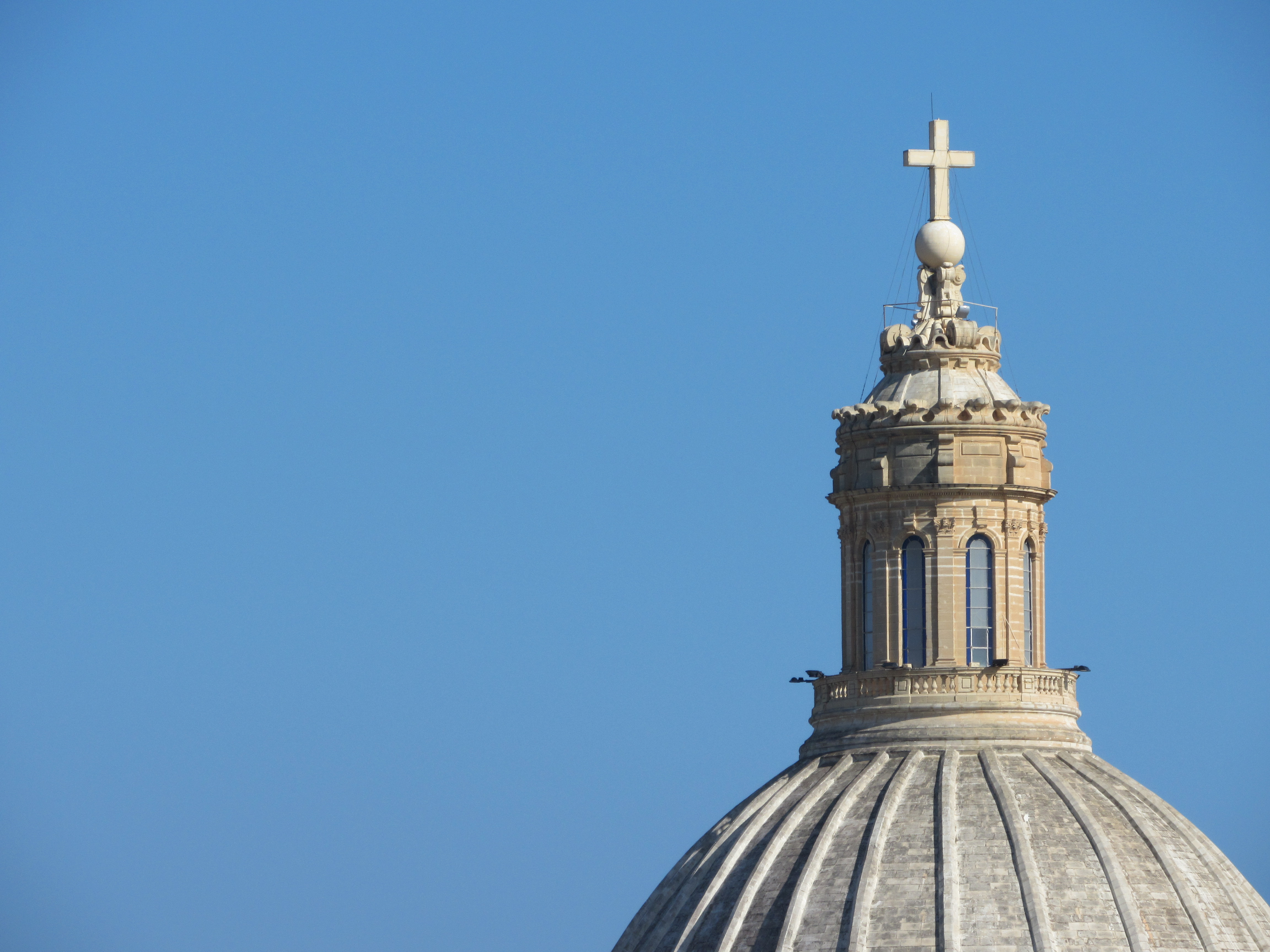